# Історія Ірану

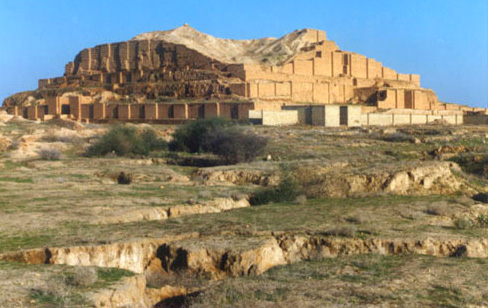
Чогха-Занбіль, Чога-Зембіль (چُغازَنبیل) — стародавнє місто і храмовий комплекс, який зберігся від держави Елам.

Історія Ірану як давньої високорозвинутої цивілізації має великий вплив і на сусідні країни Близького сходу: Таджикистан, Афганістан та ін.

## Історія до приходу персів

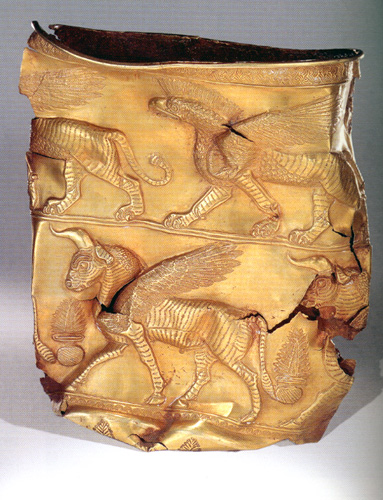
Золота чаша, близько 800 до н. е.

Перші археологічні залишки осідлих культур на території Ірану датуються 10-7 тис. до н. е. Протягом тисяч років до приходу персів різні культури існували на території Ірану, наприклад касити, джифроти та еламіти. Історія цих культур ще недостатньо вивчена.

## Давні перси
Арійські народи мігрували в цю частину південно-західної Азії ще за 1500—1000 років до нашої ери. Вони, мабуть, управляли підкореними народами, які вже жили тут, і змішалися з ними, але їхня перевага в певних областях відмічена в назвах місцевостей Парсуа і Парсумаш. Ассирійські правителі в Х столітті до нашої ери здійснювали неодноразові набіги на ці землі, і сліди цієї експансії виявляються в легендах давніх персів. Є свідчення, що в VI ст. до нашої ери перси влаштувалися на території, відповідній сьогоднішньому Фарсу. Фарс (або Персія для греків) у ті часи був частиною Ассирійської імперії, такою ж як сусідня велика Мідія. Перські правителі, які стверджували, що вони є нащадками одного з Ахеменідів (або Хахаманешів), об'єдналися з мідійцями, які мали реальні можливості побудувати сильну державу в VII ст. до нашої ери. Мідійські племена об'єднав, створивши сильну державу і побудувавши місто Екбатана вождь на ім'я Дейока. Наступний мідійський цар, Фраорт, зі слів Геродота, підкорив чимало народів Азії і навіть ходив війною на Ассирію. Його наступник Хувахштра (Кіаксар) остаточно розгромив могутню Ассирійську державу. Помер Кіаксар у 584 р. до н. е. Його син Астіаг змушений був обороняти своє царство від персів. Після тривалого царювання (близько 30 років) Астіаг зазнав поразки у боротьбі з Кіром — засновником перської держави.

## Перська імперія Ахеменідів (VI — IV ст. до н. е.)
Після того, як перси допомогли мідійцям у встановленні влади, Куруш, перський правитель, який в іноземних джерелах став відомий як Кір II Великий, взяв на себе правління над мідійцями в середині VI століття до нашої ери. У дивно короткий термін Кір розширив свої володіння від Елама до Мідії на захід і північ. Він вторгся в Малу Азію і, завоювавши лідійців, утворив велику Перську імперію, яка ще довгий час знаходилася під владою його нащадків — Ахеменідів.
Кір захопив Екбатану, ставку мідійських правителів. У той же час зберіг свою перську столицю в Сузах, облаштовуючи і прикрашаючи свою нову резиденцію в Пасаргадах. Сьогодні Екбатана лежить похована під сучасним містом Хамадан, у той час як Пасаргади, що знаходиться за 130 км на північний схід від Ширазу, залишається найбільш відвідуваним містом в країні.
Після смерті Кіра на престол вступив його син Камбіс. Однак при його вступі на престол в країні зайнялася смута. Окремі країни, підкорені Кіром, але не міцно пов'язані з Персією, скористалися смертю завойовника і відпали. Камбісу довелося витратити багато зусиль, щоб їх утихомирити. Кінець царювання Камбіса був ознаменований великими повстаннями, що приголомшили Перську державу. Скориставшись тривалим перебуванням Камбіса в Єгипті і, можливо, його невдалим походом в Ефіопію, один з мідійських жерців на ім'я Гаумата, який видавав себе за брата перського царя, підняв повстання проти Камбіса. Швидко створене велике Перське царство стало швидко розпадатися, оскільки було дуже неміцним державним утворенням, позбавленим внутрішньої економічної єдності.
Почалася громадянська війна. Після смерті Камбіса новий претендент, Дарій І, який походив з іншої лінії Ахеменідів, висунув свої права на трон. Після того, як вляглося безладдя і опір був пригнічений, він перетворив управління імперією на централізовану систему, яка відрізнялася своєю організованістю і дієвістю. Дарій був видатною особистістю, він розширив імперію до неосяжних меж, і першим кинув виклик грекам, заповідавши нащадкам продовжувати свою справу.
Палацова площа Персеполісу, який Дарій спорудив на монументальній терасі, вирубаній в природній скельній основі гори Рахмат в Фарсі біля Ширазу, справляє яскраве враження своєю імперською грандіозністю, особливо, барельєфами, що зображають підданих, які несуть дорогоцінні посудини як дари до підніжжя царського трону. Персеполіс став загальнодержавним культовим центром для урочистого святкування весною іранського Нового року (Новруза) і коронації монархів. Дарій заснував централізоване управління, що підтримувалася складною і налагодженою системою сполучення і зв'язку.
Таким чином, перси були першими з стародавніх народів, які використали коня раціонально і ефективно з метою транспортування і зв'язку. Дарій також розширив і продовжив політику Кіра, направлену на заохочення і розвиток культури численних народів всередині імперії, що дозволяє людям поклонятися настільки, наскільки б вони не суперечили потребам і вимогам правлячої влади. Незважаючи на цю терпимість, єгиптяни, лідійці і вавилоняни постійно підіймали повстання і всі вони безжалісно придушувалися Дарієм. У ті часи в Персії сповідали зороастризм і єдність цієї країни може бути пояснена об'єднавчим впливом цієї релігії, що широко сповідається. Дарій був заступником мистецтва, про що свідчать величні палаци, що звичайно будувалися на високих терасах і столиці, що прикрашали Сузи і Персеполісі. Але Дарій був також і завойовником. Перські володіння просунулися далеко на схід, аж до річки Аріус (Геріруд), яка розташована на території сучасного Афганістану і Пакистану. Єгипет був змушений постійно відбиватися від Дарія і, попри те, що це вело до невдоволення і повстань, подальші перські царі утримували тут пануюче положення. Дарій також просунувся в своєму завоюванні далеко на північ до Дануба.

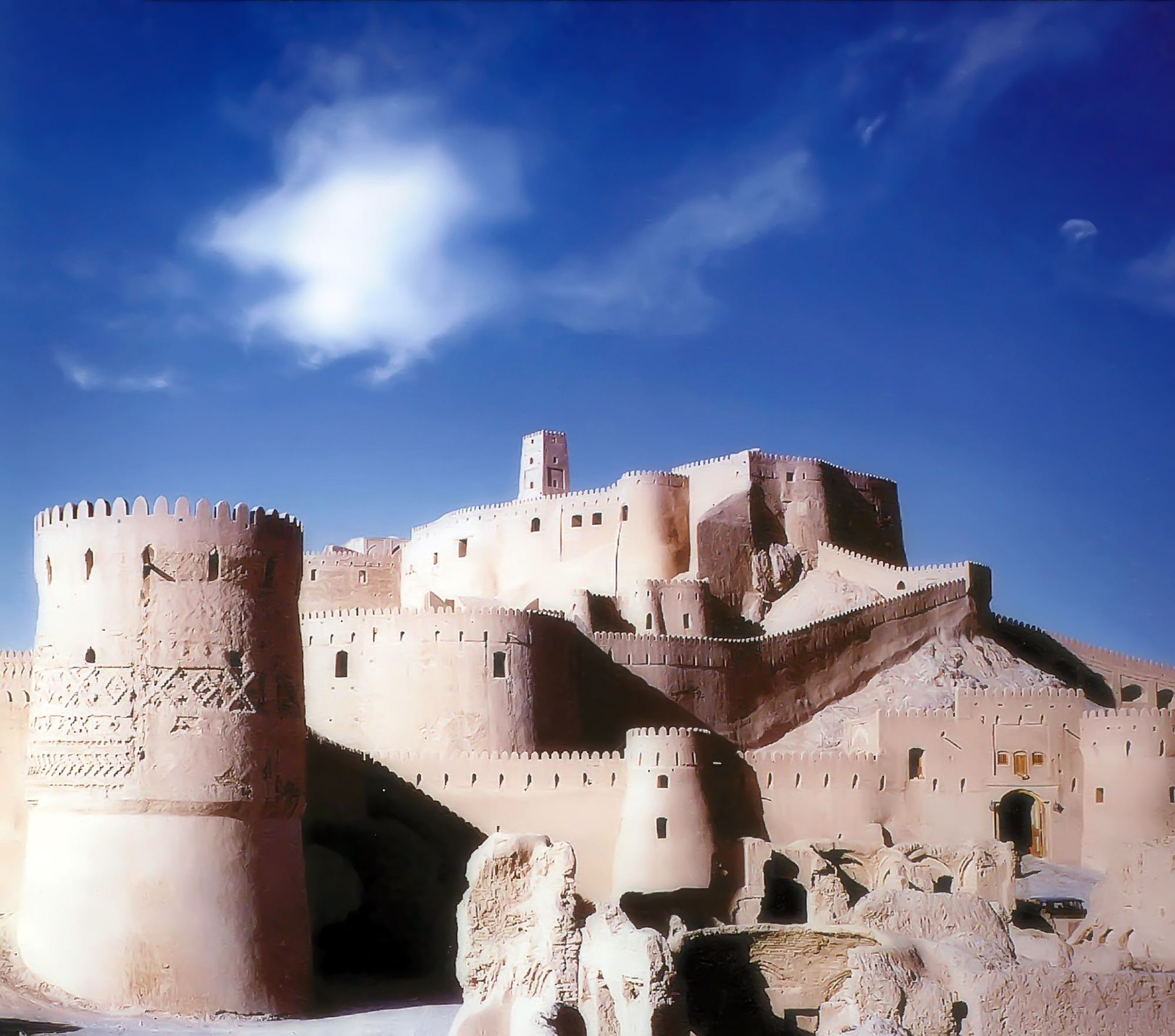
Фортеця Арг-е Бам, 500 р. до н. е.

На початку V століття до нашої ери окремі міста почали розбрати з великим царем. Дарій подавив повстання і потім організував військову експедицію в Грецію для того, щоб покарати деякі міста-держави, які допомагали повсталим народам. Ця експедиція поклала початок перській війні. У 486 р. до н. е. трон успадкував наступник Дарія Ксеркс I. В тому ж році відбулася битва при Марафоні, яка закінчилася перемогою греків.
Греки зробили успішну спробу кинути виклик пануванню великого царя. Однак внаслідок грецької перемоги постраждала сама Греція, в той час як Персія не понесла значної утрати. Яким би не був тріумф греків, ніщо не могло перешкодити Персії втручатися у внутрішні справи Греції. Перський вплив був сильним і перське золото лилося рікою на допомогу то одному, то іншому грецькому місту-державі на підтримку нескінченних усобиць і боротьби за владу.
У часи Артаксеркса з'явилися ускладнення в підтримці порядку в такій великій імперії. Деякі з губернаторів (сатрапи) показали свої амбіції відносно управління країною і єгиптяни, підтримувані афінянами, почали тривалі повстання. Найвідомішими зіткненнями між династіями було повстання Кіра Молодшого проти Артаксеркса II, яке призвело до смерті Кіра в битві при Кунаксі (401 рік до нашої ери). Поразка Кіра була зафіксована в «Анабазисі» Ксенофонта і хоч цілком можливо, що значущість повстання Кіра була набагато перебільшена, не можна заперечувати того, що це було свідченням розкладання імперії.
Під час правління Ахеменідів Іран вів політику створення однієї з найбільш цивілізованих держав світу. На шляху кінного руху були побудовані мощені дороги, що протяглися від берегів Середземного моря до Індії. Караван-сараї розташовані на відстані 30 км один від одного. Перша у світі кур'єрська служба була налагоджена в Ірані для пересилки пошти по всій території величезної Ахеменідської імперії. Був побудований канал від Червоного моря до Ніла. Солдати охороняли дорогу на постах, встановлених протягом всього шляху. Мандрівники могли вільно пересуватися по країні. Процвітали розробка вугільних шахт і сільське господарство, а також вишивання, килимоткацтво, розвивалася хімічна наука. Все це своїм корінням йде в далекі часи, коли іранцям звично було приймати гостей за столом і спати на дерев'яних ліжках.
У 334 році до нашої ери армія Олександра Македонського, що складалася з 40 000 чоловік, перетнула Геллеспонт і розгромила персів у Гранікусі. Битва при Гавгамелах 331 року до нашої ери поклала кінець імперії Ахеменідів. Останній з великих царів Дарій III утік від завойовників на схід у віддалену провінцію Бактрія, де був убитий своїм двоюрідним братом Бессусом. Олександр продовжив свій похід на північ і, перемігши Бессуса, захопив всю імперію. До цього він досяг Персеполіса, де, знаходячись в стані найсильнішого сп'яніння, спалив великий палац «царя царів». Це, як він оголосив пізніше, була помста Греції за спалені Ксерксом Афіни. Гіршман приводить декілька доводів (однак недостатньо переконливих) на підтримку того, що Персеполіс був охоплений пломенем внаслідок нещасного випадку. Якою б не була правда, по дивній іронії долі, трапилося так, що минула слава Персеполіса представлена в різних історичних джерелах досить широко, в той час як Сузи, які Олександр пощадив, перетворилася на невеликий горбик.

## Селевкіди
Олександр досяг Індії і створив найбільшу імперію, яку ще не бачив світ. Однак ця імперія проіснувала недовго і після загибелі Олександра була зруйнована внаслідок усобиць його спадкоємців (Діадохи).
Персія була розділена на кілька частин Селевком І, який з'явився як господар, правитель східних земель, завойованих Олександром, і одружився з іранкою. Завойована спадкоємцями Олександра (Селевкідами) значна територія іранської імперії отримала адміністративне управління. Вони ввели елліністичну культуру, що поєднувала в собі грецькі і перські елементи. Але цей процес не можна розглядати односторонньо. Велика кількість грецьких жителів осіли в містах, заснованих вздовж північних, західних і південних меж країни — в Бактрії, Хекатомпілосі (Дамгані), Рагесі (Реї), Кангаварі і Нахаванді в Загросі. Всередині і біля цих міст греки й іранці були переплетені за допомогою змішаних шлюбів, двомовності і впровадження культів грецької релігійної орієнтації.
Але кінець імперії все ж прийшов і не тому, що грецький вплив був значним, а в основному через зовнішні причини — зростання Римської імперії на заході і першого численного вторгнення кочівників на землі персів зі сходу.

## Парф'янська імперія (248 до н.е.— 224 н.е.)

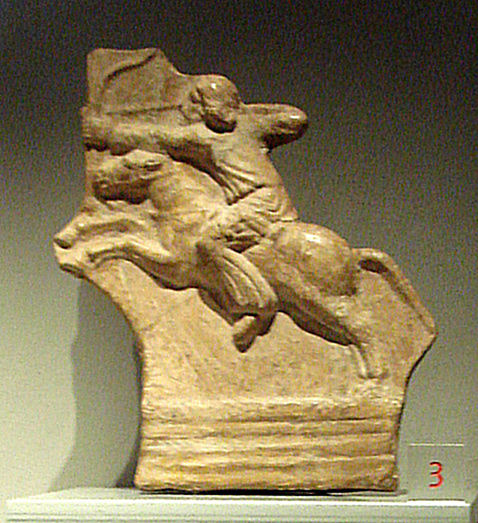
Парф'янський кінник

Мідійський Атропатен (Азербайджан) ніколи насправді не перебував під впливом Селевкидів. Правителі Бактрії з самого початку були майже незалежні і, піднявши повстання в середині III сторіччя, добилися абсолютної незалежності. У цей же час парф'яни під керівництвом Арсакидів скинули уряд Селевкидів і створили Парф'янську імперію, виступаючи як спадкоємці старої Перської імперії. Попри те, що у часи правління парф'ян (Тірідатс, Мітрадат I і Мітрадат II) реальні кордони не були такими великими, як в старі часи, ці кордони були неприступні, а імперія суперничала з Римом.
Римляни протягом всієї війни не змогли зупинити просування парф'ян на захід, яке підтримувалося створенням сприятливої обстановки внаслідок усобиць всередині Риму й амбіціями різних правителів. Столицею парф'ян було місто «ста воріт» біля Дамгану, через деякий час ним став Рей біля Тегерану, а пізніше — Хамадан. Зимою столиця переїжджала в Ктесифон біля Багдаду. Парф'яни правили з 256 року до нашої ери до 226 року нашої ери. В епоху парф'ян з Іраном межували: кавказькі держави — на півночі, Індія — на сході, Тігріз — на заході. Парф'яни встановили митниці, збираючи 5 % з імпортованого товару.

## Імперія Сассанідів (224—651)
Тільки у ІІ столітті до нашої ери парфянська держава почала слабшати. Парфянська династія впала і причиною цього були не зовнішні вторгнення з боку Рима і зі Сходу, а зростання національної самосвідомості фарсів, прародителів іранської цивілізації, батьківщини Ахеменідів, провінції, яка менше за все була піддана грецькій колонізації. На зміну Парфянам прийшла інша династія — Сассанідів. Ардашир I (Артаксеркс) скинув і убив останнього правителя Парфян і побудував нову імперію на руїнах парфянської і селевкидської держав. Сассаніди були істинними спадкоємцями Ахеменідів.
Протягом чотирьох віків правління Сассанідів спостерігаються два періоди найбільшого зльоту цієї династії. У перший період, який закінчився в V ст., видатними правителями були Ардашир І (226—255), Шапур I (255—271), Шапур II (309—379) — завойовник Вірменії і переслідувач християн, Бахрам V або Бахрам-е Гур (421—438), знаменитий своїми легендами про мисливські подвиги. У другому періоді великою фігурою були Хосров I (531—579), можливо, що був найяскравішим представником Сассанідських царів, а також Хосров Парвіз (590—628), завойовник Єрусалима, загарбник Єгипту, який прославився своєю жорстокістю і боягузтвом.
Ардашир I був засновником Сассанідської династії. Він оголосив війну Риму, захопив Вірменію і відновив зороастрійську релігію в її колишньому вигляді. Його спадкоємець Шапур I вторгнувся в Сирію, розгромив частини римської армії і захопив імператора Валеріана. Свідчення цього блискучого тріумфу відбиті в урочистих барельєфах біля Персеполісу. Ктесифон став центром найбільшої держави. Візантійці не могли боротися з Сассанідами. 531 року Ануширван Справедливий (або Хосров I), який є одним з найпрославленіших монархів Ірану, зійшов на трон. У минулі століття зі сходу зокрема, в провінцію Оксуз вторгалися кочові племена, такі як білі гуни, які не раз зазнавали поразок від іранської армії.
Ануширван, уклавши мир з Римом направив об'єднані зусилля проти східних загарбників — білих гунів і, захопивши їхні землі, розділив ці значні території зі своїм новим союзником — ханом тюрків. Але досягнення Ануширвана як великого правителя-адміністратора у багато разів перевершували його славу воїна. Він встановив гнучку систему податкових платежів готівкою і ряд пільг, створених для регулярної армії, яка була оснащена і дисциплінована набагато краще, ніж у попередні роки. Він видавав закони і суворо стежив за їх впровадженням в життя і забезпечив караванним дорогам належну безпеку.
Завдяки заступництву вчених з різних країн, особливо в області історії і філософії, Іран став центром обміну передовими ідеями своєї епохи, яка є самим чудовим періодом в історії країни. Під час правління Хосрова II (або Хосрова Парвіза, який був безпосередньо пов'язаний з Візантією) Сассанідський двір виділявся своєю пишністю. Ктесифон і Фірузабад були величними містами, управління імперією було раціональним, в містах процвітали різні ремесла, обробка металу, створення скульптурних творів, виготовлення виробів з текстилю. Архітектура того часу вражає досі. Персія стала сильною централізованою державою, заснованою на відродженій зороастрійської релігії і класових відносинах.
Хосров Парвіз вторгся в Римську імперію, захопив Єрусалим і вивіз «Животворний хрест», який вважався найвищою цінністю для християнського світу. Єгипет був наступною державою, розгромленою персами, а потім пішла Калхедонія, яка знаходилася біля Константинополя. Становище було настільки відчайдушним, що імператор Іраклій вирішив залишити столицю і тікати в Африку. Проте він у підсумку переміг Хосрова, внаслідок війни з яким обидві імперії були абсолютно виснажені до 652 року. Іншими словами, незабаром після смерті Хосрова II стародавня Сассанідська держава розвалилася.

## Поширення ісламу
У 620 р. відбулася докорінна зміна релігії, культури і духовного розвитку країни, що зумовило нову епоху іранської історії.
У 614 році, в епоху двадцятирічного правління Хосрова Парвіза, що ознаменувалося його успішними завоюваннями, весь устрій життя Ірану того часу був перекинутий і знищений. Виникнення ісламу на Аравійському півострові призвело до великих перетворень в цьому регіоні і у всьому світі. У 614 році Мухаммед, який до цього був відомий у Мецці як «Мухаммед Амін» («Мухаммед Благонадійний»), оголосив про послання Аллаха. Протягом 23 років Пророк ісламу закликав людей до істинної віри через ознайомлення з божественними прозріннями Священного Корану. Об'єднавши до цього всі арабські племена, що віками ворогували між собою він створив могутню державу. Пророк закликав правителів семи наймогутніших і самих цивілізованих країн того часу до ісламу. Йаздегирд III, останній монарх сассанідської династії Ірану, не прийняв послання Мухаммеда. Іслам розповсюдився в Ірані вже після смерті Мухаммеда.
Сассанідська династія після чотиривікового правління слабшала, не користувалася підтримкою народу. Війська послідовників ісламу перемогли іранське військо, захопивши в 637 році Ктесифон, а 642 року підкорити Нахаванд. Тим самим, плеяда іранських шахів обірвалася на 1000 років.
Іслам потрапив у сприятливе середовище іранської цивілізації та отримав великі можливості для наукового і культурного розвитку. Іранці зіграли важливу роль в розвитку науки, мистецтва, культури й економіки мусульманського світу; використовуючи традиції державного правління іранці брали участь у державному правлінні всіх мусульманських династій і, особливо, аббасидів.
З середини XI ст. влада аббасидського халіфату неухильно зменшується. В Ірані з'явилася безліч напівнезалежних династій, причому деякі з них були самозванцями. Це, наприклад, Саффаріди, грабіжники з великої дороги, які пройшли «вогонь, воду і мідні труби» і заснували Систан; і Саманіди, які в основному правили на території сучасного Афганістану, Ірану і Центральної Азії; Газнавіди, які мали величезний вплив на значній території від Афганістану до Індії, також здійснювали неодноразові набіги на Персію на початку XI століття. Держава Газнавідів була найбільш могутньою протягом більш як двох століть і залишила істотний слід в архітектурному образі Афганістану.

## Сельджуки
Іран сформувався як цивілізація на початку першого тисячоліття до нашої ери, переходячи від періодів найбільшого безладдя до часу найменшого розладу. І кожний період часу асоціюється з тією або іншою династією, самобутність якої пізніше відбивається в ісламській архітектурі Ірану.
Сельджуки, як і їх наступники, прийшли з північного сходу. Вихідці з тюркомовних племен Туркестану, відомі як огузи, вони були рано звернені в ортодоксальний іслам, сунізм. Першим успішним походом сельджуків було відторгнення Мерва від Газнавідів, і в 1043 році вони міцно влаштувалися в Хорасані. Дванадцять років згодом їх вождь Тогріл Біг увійшов у Багдад і був проголошений «Намісником самого Пророка і Повелителем всіх мусульман». Його наступниками були Алп Арсалан (1063—1072), Малік-шах (1072—1092) і Султан Санджар (1096—1157).
Алп Арсалан завоював Малу Азію і здійснив кілька успішних походів проти греків. Говорять, він мав такі довгі вуса, що був вимушений зав'язувати їх позаду під час полювання. І він, і його син Малік-шах зобов'язані багато чим своєму дуже мудрому й енергійному візиру Низам уль-Мульку — заступнику Омар Хаяма.
У часи правління Сельджуків в країні було неспокійно. Внутрішні усобиці, розмежованість привели до втрати контролю над посилюваною владою Ассассін, які відповідальні за вбивство Низам уль-Мулька і, є основи передбачати, також за вбивство Малік-шаха.

## Монголи
1221 року монголи вторглися в Іран, залишаючи смерть і руйнування на шляху проходження своїх полчищ. І знову, як і шість століть тому, події розвивалися з разючою швидкістю. Протягом 1219—1227 років монгольські вершники наповнили і сильно зруйнували Бухару, Самарканд, Мерв, Нішабур і весь північний Іран. Грабежі, вбивства, насильство і руйнування, яке було слідством цього нашестя, не мали аналогів в історії Ірану. Мистецтво і освіта, здавалося, були знищені в північному Ірані назавжди. На щастя, ця доля минула південний Іран, що став основою відродження культури.
Чингісхан призначив свого сина намісником монголів в Ірані. Через чверть століття Іран став центром нової монгольської династії, названої істориками ханством. Друга хвиля монгольського вторгнення почалася в 1251 році, коли Хулагу-хан рушив завойовувати асасинів в їх гірській міцності і поневолити Халіфат в Багдаді. Про його успіхи свідчили розміри руйнувань і кровопролиття.
Марко Поло, знаменитий мандрівник і дослідник, відкрив для себе Іран саме в ті смутні часи. Його шлях пролягав через Табріз (що пізніше став монгольською столицею), Савех, Кашан, Йезд, Керман, Хормоз, Сирджан, знов Керман, Табас і Нішабур. Як тільки монголи влаштувалися в Ірані, тут почалася нова ера великого будівництва. Газан-хан побудував величні релігійні й освітні установи в Табрізі й одну з найкрасивіших будівель цього міста — власний мавзолей. Олджайту (1304—1316) завершив будівництво міста Султанай, у тому числі і величного мавзолею, який стоїть досі і носить його ім'я.
Після смерті Олджайту в 1316 році династія пала через внутрішні усобиці і за цим пішов період хаосу, в якому переглядався єдиний острівець відносної стабільності в південному Ірані, що підтримувався династією Музаффарідів, одним з представників якої був шах-Шожа, відомий в історії як заступник Хафіза. Падіння централізованого управління означало, що дорога до наступної хвилі вторгнення з боку Центральної Азії розчищена.

## Тімуріди (1370—1507)

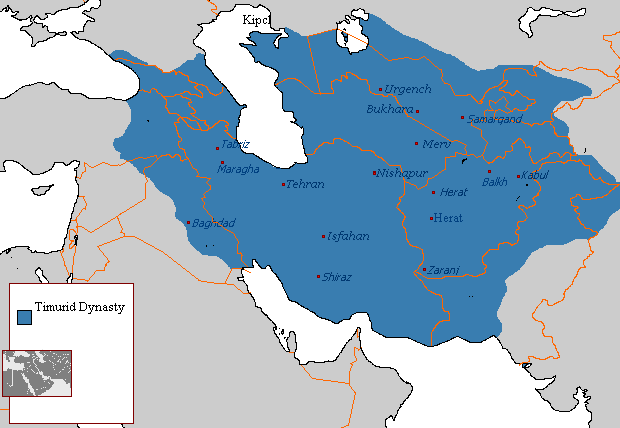
Карта імперії Тимуридів

Тимур (Тамерлан) з'явився на історичній арені з єдиною мрією — відновити монгольську імперію. На півночі він розграбував і зруйнував південні руські землі в 1382 році. У 1398 році він вторгся в Індію. 1402 року він завдав поразку оттоманському султану Байазіду. Але в результаті він не залишив ніяких слідів свого правління в Ірані, оскільки сіяв тільки руйнування. Нащадки Тимура також не залишили після себе ніяких визначних пам'яток, оскільки правили на відстані, воліючи жити на північному сході.
Шахрух (1408—1447) перемістив свою столицю з Самарканда в Герат, який під час його правління перетворився на найкрасивіше місто тієї епохи; його дружина Гаухаршад вела споруду великої мечеті в серці священного Мешхеда; його син Улугбек був відомим астрономом, поетом і заступником літератури. У другій половині XV ст. всюди панувала смута. Останнє об'єднання уділів відбулося у 1452-1469 роках за Абу-Саїда; однак султанат могулів визнає поразки від туркменської Орди Білих Баранів.
У цей час іранська історія робить крутий поворот. Вирвавшись з пастки хаосу, що супроводжувався вісьмома з половиною століттями чужоземного правління, країна знову знайшла істинно іранських правителів, які, можливо, були більш близькі до генетичних джерел свого народу, ніж Сассаніди, і, звичайно, нічим не поступалися їм в пишності і популярності.

## Династія Сефевідів (1500—1736)

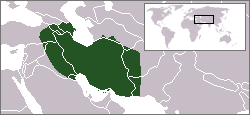
Імперія Сефевідів у 1512

Династія Сефевідів була заснована шахом Ісмаїлом (1499—1524), що коронувався в 1502 у Тебризі. Сефевіди відновили внутрішній порядок в Ірані і затвердили шиїтський напрям як державну релігію. Очистивши дорогу до свого трону, шах Ісмаїл вирушив у похід на схід для того, щоб провчити узбеків, які щорічно робили набіги на багату провінцію Хорасан. Його супроводжував успіх. Але шах Ісмаїл не зміг полонити султана Саліма Гриму, одного з найбільших завойовників дому Османів. З метою знищення шиїтського уряду Салім очолив найгрізнішу армію свого часу проти воїнів шаха Ісмаїла. Внаслідок його перемоги турки приєднали західні провінції Ірану і утримували їх протягом багатьох років. Шах Ісмаїл помер у 1524.
Його син шах Тахмасп правив понад п'ятдесяти років. 1524—1575 — період знаменний, передусім, тривалою бурхливою боротьбою з османами, яка закінчилася втратою Межиріччя, перенесенням столиці з відкритого незахищеного Табрізу в безпечніший Казвін, претензіями на іранський трон західних монархів, які сподівалися використати османо-іранське суперництво та шиїтсько-сунітську розбіжність проти сефевідського двору. У перший раз з часів Ахеменідів іранська династія завоювала міжнародну популярність.
Династія Сефевідів досягла своєї істинної величі під час царювання шаха Аббаса I (1587—1629). Він переміг узбеків та турків і, таким чином, повернув західні провінції Ірану. Він вигнав португальців, які заснували колонії в Перській затоці на початку XVI століття. Але його успіхи у веденні війни були незрівнянні з його миротворчою діяльністю. Він перемістив ставку уряду з Казвіну в Ісфаган, встановив торгові відносини з Англією і реорганізував армію. Більш того, він знову створив охоронні пости на караванних дорогах, побудував мости і караван-сараї, які сьогодні, незважаючи на руйнування, свідчать про те, яке значення приділялося в той час торгівлі і подорожам. Прекрасні мости і величні алеї ведуть в Ісфагані до чудової Шахської площі (зараз Площі імаму), оточеної великими будовами, головною з яких є Шахська мечеть (зараз Мечеть імаму).

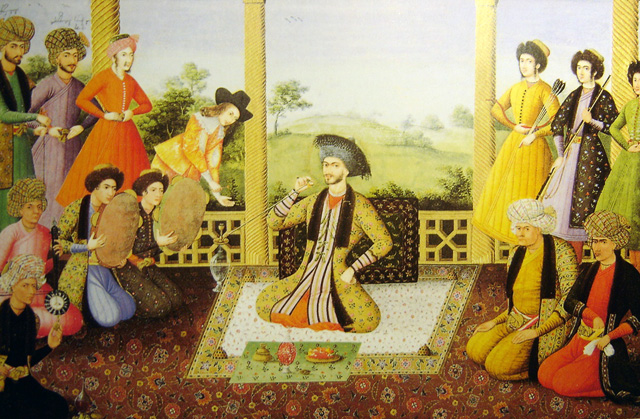
Шах Сулейман

Європейці різних національностей відвідували країну і описували велич Ірану. Серед них були брати Ширм, Чардін, роботи яких виявляють глибоке знання Ірану, його історії, мистецтва і архітектури. До нещастя, епоха іранського відродження, що процвітала під час Аббаса Великого, була дуже нетривалою. Сефевидська династія воювала протягом ста років після його смерті. Шах Сафі (1628—1641), Аббас II (1641—1668), Сулейман (1668—1694) і Хосейн (1694—1729) являли собою сумні уламки династії.
Дивним є не те, що сефевидская династія пала в своєму розквіті, а те, що вона так довго руйнувалася. Безладдя почало розвиватися з наростаючою силою до 1715 року, і підбурювалося афганськими й узбецькими племенами з півночі, курдами із заходу й арабами з півдня. У 1772 році невеликі, але дуже добре організовані загони афганців з'явилися перед Ісфаганом і, розгромивши велику армію іранців, захопили і розграбували місто, по-звірячому винищивши більшість населення. Росіяни і турки також почали здійснювати набіги з півночі. Хоссейн був схоплений і відрікся від трону. Його син Тахмасп став шахом у вигнанні і влаштувався в Мазендерані, де племена каджар і афшар, згуртувавшись, встали під його знамена. Надер Кулі був єдиним, хто, взявши командування над арміями Ірану на себе, наніс поразку афганцям і до 1730 року звільнив майже всю країну.

## Династія Афшарідів (1736—1802)
У 1736 році Надер сам привласнив собі титул Шаха і негайно почав війну проти афганців і захопив Кандагар.
У 1738 році він вторгся в Індію і захопив неймовірні багатства, включаючи «Пікок трон» і діамант Кох-е Нур. Мешхед був проголошений його столицею, ймовірно, з метою заспокоєння афганців. 
Будучи деспотичним правителем, був убитий в 1747 році. Протягом подальших п'ятдесяти років точилася тристороння боротьба між нащадками Надер шаха, династією Занд і Каджарамі. Деякий час через Шахрух, онук Надер шаха і шаха Хоссейна, залишився на троні в Мешхеді, але осліп і не зміг дієво управляти державою.

## Династія Зендів (1750—1794)
Династія Зендів заснована Карім-хан Зендом, відомішим як Вакіль (Регент), який встановив свою столицю в Ширазі, прикрасивши місто багатьма прекрасними будовами. Його довге двадцятирічне правління (1759—1779) було періодом миру і процвітання, виключаючи провінцію Хорасан.
Попри те, що Карім-хан контролював майже весь Іран, він ніколи не привласнював собі титул Шаха. Після його смерті у вісімдесятирічному віці (в 1779 році) Каджари відчайдушно боролися протягом п'ятнадцяти років. Їхній лідер, ага Мохаммад, який був вихолощений незадовго до цього нащадками Надера, полонив Зендів у битві і, в кінцевому результаті, влаштував поголовну різанину, спочатку в Кермані, а пізніше в Бамі. Лутф-Алі хан, молодий ватажок Зендів, був скинутий, звільнивши шлях Каджарам на бажану вершину заплямованого кров'ю трону в 1794 році.

## Династія Каджар (1787—1925)

Іран у середині XIX століття

Ага Мохаммад проголошений шахом 1787 року внаслідок вдалої кампанії проти Російської імперії; трохи пізніше він встановив свою столицю в Тегерані, де вона і залишилася. Пізніше він знову оволодів Хорасаном, однак тільки після того, як жорстоко убив самого Шахруха.
Найбільш жорстокий і ненависний зі всіх іранських монархів, ага Мохаммад зрештою поклав кінець періоду анархії; він вдало воював проти зовнішніх ворогів, відновив віру шиїтів як державну релігію. 1797 року убитий в таборі своїми ж слугами.
У часи правління нащадків ага Мохаммада, таких як Фатх-Алі Шах (1798—1834), Мохаммад-шах (1834—1848), Насер ед-Дін-шах (1848—1896), Мозаффар ед-Дін-шах (1896—1907), Мохаммад Алі-шах (1907—1909) і Ахмад Шах (1909—1925) весь контекст іранської історії міняється. Іран поступово втрачав територію на користь сусідніх держав і потрапив під зростаючий тиск європейських держав, особливо Російської імперії та Великої Британії. При шахові Фатх-Алі перси, претендуючи на внутрішні області Кавказу (Азербайджан, Грузію, Вірменію і Дагестан) були втягнуті в тривалу боротьбу з росіянами, яка закінчилася Ґюлістанським (1813) і Туркаманчайським (1828) договорами, за якими Іран був вимушений поступитися вищеназваними кавказькими землями.
Герат, рисова долина на Геріруд, що були частиною стародавньої перської імперії, були захоплена афганцями. Кампанії з повернення цієї землі закінчилися англійською інтервенцією в Афганістан і визнанням Іраном незалежності Афганістану 1857 року.
Відкриття нафти на початку XX ст. посилило суперництво Великої Британії і Росії за вплив в регіоні. У той час зародився конституційний рух. Основний закон був прийнятий парламентом (меджлісом) і затверджений шахом в 1906 році. Тим часом, англо-російське суперництво продовжувалося і в 1907 році вилилося в англо-російську угоду, що поділила Іран на сфери впливу (анульована після Першої світової війни).
Період, що передував Першій світовій війні, був періодом політичних і фінансових труднощів. У 1911 році Морган Шустер, американський фінансист, був запрошений до Ірану як фінансовий радник і головний скарбник Ірану. Були здійснені деякі реформи, але конфлікти з росіянами призвели до припинення цієї місії 1920 року. Під час війни Іран був окупований Англією і Росією, але залишився нейтральним. Після війни Іран став одним із держав-засновників Ліги Націй. 1919 року Іран уклав торгову угоду з Великою Британією, в якій Британія формально ще раз підтвердила незалежність Ірану, але на ділі намагалася встановити повний контроль над ним. 1921 року Радянський Союз, що проголосив відмову від імперіалістичної політики царизму і відкликав окупаційні сили з іранської території, визнав Іран.

## Династія Пахлаві (1925—1979)

Фізична карта Ірану, 1961

У 1921 році офіцер іранської армії Реза-хан зробив «хід конем» і встановив військову диктатуру. Згодом він був проголошений спадковим шахом. Таким чином закінчилася династія Каджарів і заснувалася нова династія Пахлаві. У 1941 році, через два місяці після вторгнення Німеччини в Радянський Союз, англійські і радянські війська окупували Іран. 1 6 вересня Реза-шах відрікся від престолу на користь свого сина Мохаммад Реза шаха Пахлаві. Пізніше в Іран увійшли американські війська.
На Тегеранській конференції 1943 прийнята Декларація, підписана США, СК і СРСР, яка гарантувала незалежність і територіальну цілісність Ірану. Однак радянський уряд, незадоволений відмовою іранської держави надати економічні поступки, пов'язані з нафтою, організував повстання на півночі, яке призвело до утворення маріонеткових держав, названих «Народна Республіка Азербайджан» і «Курдська Народна Республіка» (грудень 1945). Вони були очолені владою, підконтрольною СРСР.
Коли радянські війська залишилися в Ірані, був прийнятий договір про закінчення війни (січень 1946), який також дозволяв бути присутній американським і британським військам. Іран опротестував його в ООН. Радянський уряд вивів свої війська (травень 1946) після обіцянки деяких економічних пільг по нафті з боку Ірану. Прорадянські держави на півночі Ірану не підтримувалися населенням і були зайняті іранськими військами в 1946, після чого парламент відмінив нафтові поступки СРСР.
У 1951 році національний рух, очолюваний прем'єр-міністром і активним націоналістом Мосаддиком, примусив парламент націоналізувати нафтову промисловість і сформувати Іранську національну нафтову компанію. Попри те, що британська блокада привела до фактичного розвалу нафтової промисловості та серйозних внутрішніх економічних проблем, Мосаддик продовжував свою політику націоналізації.
Відкрито знаходячись в опозиції до шаха, Мосаддик був відчужений від справ в 1952 році, але швидко відновив свою владу. Шах покинув країну, але незабаром повернувся, коли відкритий монархіст американо-британського походження ввів в дію елементи, що примусили Мосаддика залишити пост в серпні 1953 року. У 1954 році Іран дозволив міжнародним консорціумам англійських, американських, французьких і німецьких нафтових компаній розпоряджатися нафтовими заводами, а також прибутком, який ділився порівну між Іраном і консорціумом. Після 1953 року послідовники прем'єр-міністра відновили спроби відновити порядок в Ірані; в 1957 році, після 16 років напруженості, воєнний стан було скасовано.
Іран встановив тісні відносини із Заходом, зв'язавши себе з ним Багдадським пактом (пізніше названим «Організацією центрального договору»), і отримував велику кількість військової та економічної допомоги від США аж до 1960. Починаючи з 1960 і до 1970 року іранський уряд почав широку програму білої революції, направлену на поліпшення економічного і соціального становища. Земельна реформа мала велике значення. У спробі трансформувати феодальну селянсько-поміщицьку сільськогосподарську систему держава купує нерухомість і продає землю народу. У січні 1963 року був прийнятий план подальшого розподілу землі, обов'язкового утворення і системи розподілу прибутків в індустрії; програма була фінансована за допомогою продажу заводів і фабрик, належних державі і приватним інвесторам. Шах робив все, навіть заснував державну політичну партію для того, щоб підготувати Іран до встановлення ніби демократичної політики. Однак різні програми, реформи і все більше зубожіння населення, криза економіки викликали невдоволення у великих релігійних і політичних груп; в середині 1963 року мали місце хвилювання.
5 червня 1963 року більшість найважливіших релігійних груп і широкі національні маси піднялися услід за аятолою Хомейні і висловили протест проти так званої білої революції, яка мала на меті прискорити розвиток країни за західним зразком. Глобальна політична нестабільність завершилася вбивством прем'єр-міністра Хасана Алі Мансура і невдалим замахом на життя шаха в січні 1965 року.
Амир Аббас Ховейда став прем'єр-міністром і був при владі до 1977.
У жовтні 1971 року Іран відсвяткував 2500-річчя Персько-ахеменідської імперії Кіра Великого з ретельною розробкою свята в пустелі біля Персеполісу. Іранські прозахідні політики продовжували в сімдесятих роках розвивати відносини з США, передусім в економічній сфері, встановили відносини з комуністичними країнами, переважно з Радянським Союзом. Однак відносини з Іраком приймали натягнутий характер, особливо до кінця 1960-х і на початку 1970-х. Зросла кількість озброєних зіткнень вздовж всього кордону. У квітні 1969 Іран відновив питання про угоду з Іраком 1937 року, що стосується контролю над Арванд Руд (Шат аль-Араб), і зажадав, щоб договір, який давав Іраку фактичний контроль над рікою, був переглянутий. У 1971 англійці вивели свої військові сили з Перської затоки.
Побоюючись, що прорадянські арабські народи могли заповнити вакуум, створений відходом англійців, Іран збільшив свій бюджет на оборону і перетворився на найбільш могутню військову силу регіону. Хоча Іран оголосив всі вимоги Бахрейну в 1970 році, він повернув контроль над трьома його колишніми маленькими островами в гирлі Перської затоки, які перебували під британським впливом до листопада 1971 року. Ірак протестував проти іранської акції, вигналося тисячі іранців. У березні 1973 року Іран з Міжнародним нафтовим консорціумом встановив повний контроль над всіма сферами іранської нафтової індустрії, а в травні цього ж року консорціум погодився діяти з необхідною потужністю в поверненні для сприятливих довгострокових нафтових контрактів.
У ході арабо-ізраїльської війни в жовтні 1973 року Іран використав нафту як політичну зброю і не практикував нафтове ембарго проти країн Заходу і Японії. Однак він скористався положенням, щоб стати лідером в ході зростання цін на нафту, нехтуючи Тегеранським угодою 1971 року. Іран використав прибутки, отримувані за допомогою підвищення цін, для зміцнення своєї позиції за кордоном як інвестора, щоб сприяти виконанню програм збільшення своєї військової потужності. Відомо, що протягом всього періоду правління Мохаммад Реза шаха (1941—1979) США було надане вільне входження в усі аспекти життя і національних природних ресурсів Ірану.

## Сучасний Іран

### Іранська Ісламська революція (1979)
Референдум, що визначив тип державного правління, був проведений 1 квітня 1979 року, через 50 днів після революції. Згідно з офіційними звітами, 98,2 % виборців проголосувало за Ісламську республіку, віддаючи перевагу її над колишнім монархічним режимом. Проект Конституції був розроблений до літа 1979 року і 72 члена Ради експертів схвалили його після довгих роздумів. Конституція була надалі ратифікована Лідером Ісламської революції Аятолою Хомейні внаслідок прямого голосування 3 грудня 1979 року. Згідно з офіційними даними, 98,5 % учасників референдуму віддали свої голоси за Конституцію. Так був прийнятий генеральний кістяк ісламської системи правління, але чимало деталей її досі розробляються.

### Ісламська республіка Іран
Після перемоги Ісламської революції (11 лютого 1979 року), Іран пройшов через період випробувань. Нелегкими були перші кроки до остаточного встановлення ісламського правління. Основні заходи для організації нового ладу були прийняті відразу ж після революції, але ісламська держава приймала свою цілісну форму поступово, протягом кількох років.
У лютому-березні 1980 р. весь іранський народ взяв участь у виборах депутатів Меджлісу першого скликання. Меджліс приступив до роботи в кінці травня цього ж року. Таким чином ще більш зміцнився правовий підмурок управління країною. Закони, що проходять через Меджліс, крок за кроком вели фундаторів Ісламської республіки до успіху. Мета, проголошена урядом по створенню системи державного управління, заснованого на вченнях пророка Мохаммада і його послідовників, через чотирнадцять століть після появи ісламу знов досягнута. Це робить Ісламську Республіку Іран, можливо, єдиною теократичною державою двадцятого століття.
З точки зору мирських аспектів управління державою, нова Конституція пішла за західною демократією і за конституцією колишнього режиму, оскільки в ній є виконавча, законодавча і судова гілки влади. Новий уряд старався відновити мир і процвітання країни, коли зіткнулося з несподіваною озброєною іракською агресією 22 вересня 1980 року. Восьмирічна боротьба іранців за свою незалежність змусила Ірак і його арабських і західних заступників ставитися до Ірану обережно і з повагою. Рада Безпеки ООН видала резолюцію номер 598 про відведення збройних сил двох сторін до кордону і оголошення припинення вогню. У повоєнний час виникла необхідність відновлення зруйнованого господарства і прискорення економічного розвитку країни на основі нових принципів.
Політичні, промислові, сільськогосподарські і соціальні аспекти країни цілком реорганізовані. Засудження Іраку як агресора відкрило шлях Ірану на міжнародну арену. У 1989 р. почалося виконання першого п'ятирічного плану економічного, соціального і культурного розвитку Ісламської Республіки Іран, яке успішно завершилося в 1993 році. Внаслідок виконання другого п'ятирічного плану досягнуто значне збільшення виробництва сировини, продукції легкої промисловості, експорту індустріальних товарів і ремісничих виробів, продукції важкої промисловості. Іран збільшив продаж промислових товарів в Азії, Африці і на інших міжнародних ринках. Попри те, що населення країни зросло за останні 15 років майже в два рази, Іран постійно експортує велику кількість сільськогосподарської продукції, у той час як імпорт деяких товарів першої необхідності постійно зменшується.
Спад, викликаний нав'язаною ірано-іракською війною, подвоїв зусилля народу в досягненні значних успіхів у важкій індустрії, машинобудуванні, металургії і хімічній промисловості. Більшість державних заводів були продані приватним акціонерам. Таким чином, з'явився динамізм в системі вільного підприємництва в країні. Допомога виявлялася в формі податкових послаблень і навіть повного звільнення від них, виплати кредитів, субсидій і високих імпортних тарифів на конкурентні іноземні товари.
У той же час особлива увага приділяється модернізації сільського господарств — найвідсталішої галузі економіки. Це відкрило шлях для наукових, технологічних і комерційних обмінів з іншим світом.
У 2005 році, радикально-консервативний мер Тегерану Махмуд Ахмадінеджад був обраний Президентом Ірану. Його радикальні заяви значно погіршили відносини Ірану з країнами Заходу. Однією з суттєвих причин перемоги Махмуд Ахмадінеджада на президентських виборах були його обіцянки полегшити життя бідняків. Він заявив, що вони є найважливішим прошарком іранського суспільства. І дійсно, люди з мізерними прибутками, найбільший клас в плані чисельності, повіривши його обіцянкам та його стилю життя, визнали його за свого. Ставши президентом він і досі використовує популістські методи.
В липні 2024 року, у другому турі президентських виборів Президентом Ірану було обрано Масуда Пезешкіяна, який набрав 53,3 %, його суперник, консерватор Саїд Джалілі, отримав 44,3 %. За повідомленням BBC, Масуд Пезешкіян виступає за "конструктивні відносини" із Заходом. 
У 2024 році конфлікт між Іраном та Ізраїлем, що тривав у формі опосередкованої війни, перейшов у серію прямих зіткнень між цими країнами.